# Колібрі перуанський
Колі́брі перуанський (Thaumastura cora) — вид серпокрильцеподібних птахів родини колібрієвих (Trochilidae). Мешкає в Південній Америці. Це єдиний представник монотипового роду Перуанський колібрі (Thaumastura).

## Опис

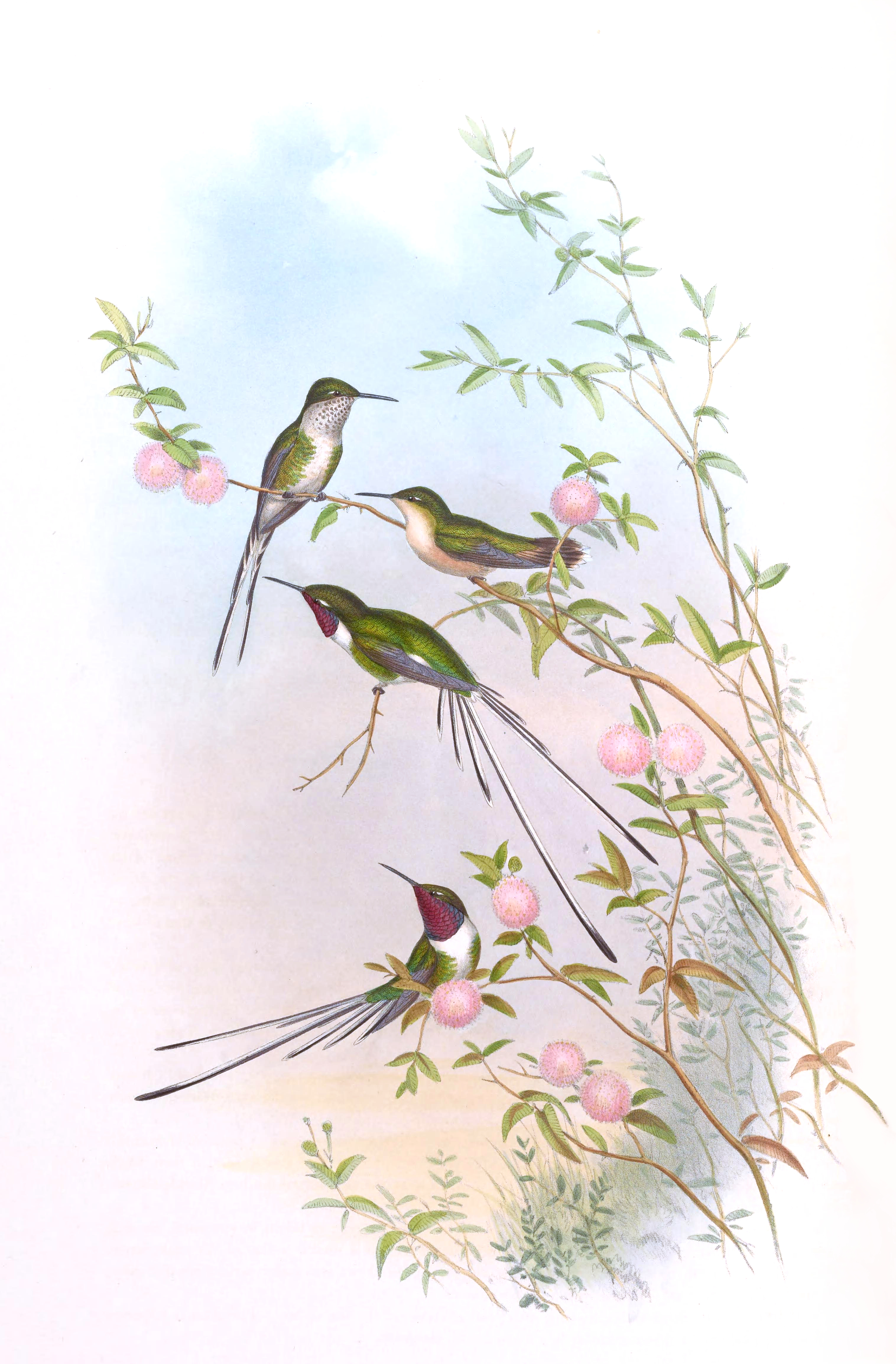
Перуанські колібрі

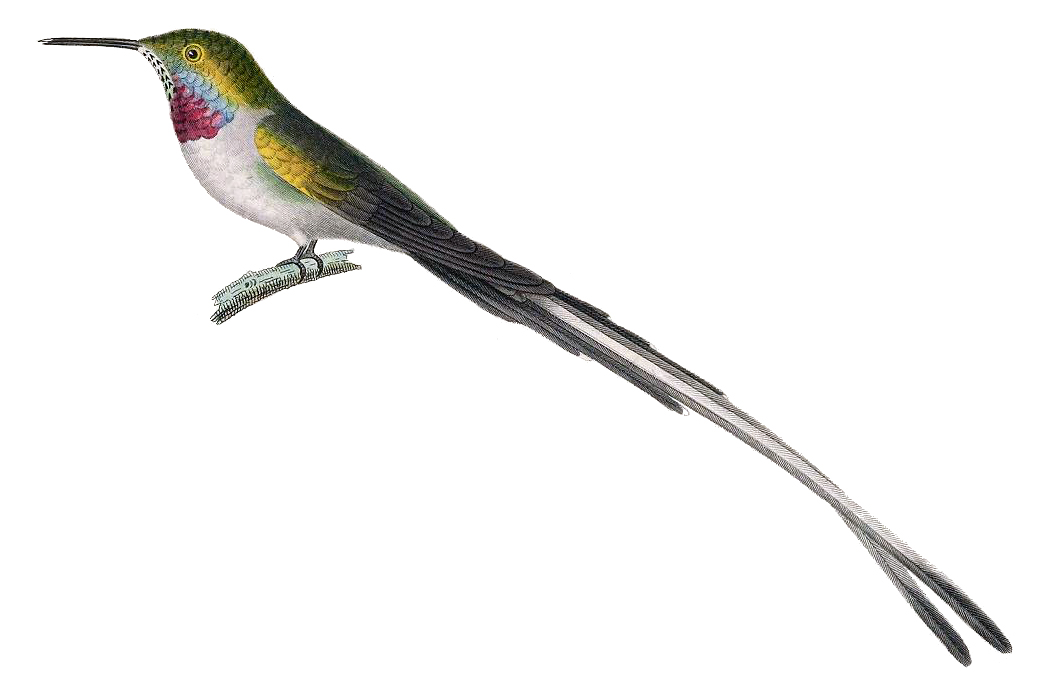
Перуанський колібрі

Довжина самців становить 13-15 см, враховуючи довгий хвіст, довжина самиць становить 7-7,5 см, вага 2,6 г. У самців верхня частина голови і верхня частина тіла зелені з металевим відблиском, за очима невеликі білі плямки. На горлі блискуча фіолетова пляма, пера на ньому дещо виступають з боків. Решта нижньої частини тіла білувата, на боках зелені плямки. Центральні стернові пера короткі, зовнішні опахала у них темно-зелені, а внутрішні білі. Наступна пара стернових пер дуже довга, зовнішні опахала у них чорні, внутрішні білі з чорними кінчиками. Три крайні пари стернових пер послідовно коротші, зовнішні опахала у них чорні, внутрішні білі, кінчики у них чорні з білими краями. Дзьоб короткий, прямий, чорний, довжиною 12 мм.
У самиць верхня частина тіла така ж, як у самців, нижня частина тіла білувата, горло кремове, на боках зелені плямки. Хвіст у самиць короткий, різниця в довжині між стерновими перами незначна. Центральні стернові пера біля основи чорно-білі, зовнішні опахала у них бронзово-зелені, а внутрішні переходять від білого до чорного кольору. Наступні стернові пера дещо довші, однак не так різко, як у самців, вони переважно чорні з білими кінчиками. Третя пара стернових пер переважно чорна. біля основи і на кінчику біла. Дві крайні пари стернових пер чорні з білими кінчиками.

## Поширення і екологія
Перуанські колібрі мешкають на крайньому південному заході Еквадору (південь Лохи), на заході Перу і на крайньому північному заході Чилі (північний захід Аріки-і-Парінакоти). В Еквадорі вони вперше були зафіксовані на початку 2000-х років, а в Чилі у 1971 році, з чого часу вони розширюють свій ареал на північ і південь. Перуанські колібрі живуть в сухих чагарникових заростях, в оазах і долинах річок, а також на полях і в садах. Зустрічаються на висоті до 2800 м над рівнем моря, місцями на висоті до 300 м над рівнем моря, однак переважно в прибережних районах.
Перуанські колібрі живляться нектаром різноманітних квітучих рослин, як місцевих, так і інтродукових, таких як евкаліпти, а також комахами, яких ловлять в польоті.. При живленні вони зависають в повітрі над квіткою, однак іноді чіпляються лапами за суцвіття. Гніздування відбувається у березні-травні та у вересні-листопаді. В цей час самці виконають демонстраційні польоти, під час яких розправлені стернові пера видають гучні дзижчачі звуки. Гніздо невелике, чашоподібне. Тривалість інкубаційного періоду невідома.